# Aeroportul Sam Mbakwe
Aeroportul Sam Mbakwe (IATA: QOW, ICAO: DNIM) este un aeroport din Ngor Okpala⁠(d), Statul Imo, Nigeria ce deservește zona Owerri. Aeroportul a fost tranzitat în 2021 de 547.295 de pasageri.
Situat la o altitudine de 114 m, aeroportul dispune de o singură pistă.